# Mémoire pour servir à la connoissance particulière de chacun des habitans de l'Isle de Bourbon
Antoine Desforges-Boucher est l'auteur d'un Mémoire pour servir à la connoissance particulière de chacun des habitans de l'Isle de Bourbon, écrit au début du XVIIIe siècle. 

## Contenu
Rédigé en 1709, le mémoire propose une description de chacun des habitants de cette île du sud-ouest de l'océan Indien désormais connue sous le nom de La Réunion en insistant notamment sur leur moralité. Cette série de portraits sans complaisance et même plutôt critique, permet de se faire une idée assez exacte de ce qu'était la vie quotidienne à l'île Bourbon au début du XVIIIe siècle, mais pouvait choquer les familles des descendants. 
Ainsi Joseph de Villèle, ministre de Charles X, marié à une riche créole, fille de Madame Desbassayns, que ses ennemis politiques appelaient « la négresse »[réf. nécessaire], et qui lui-même fut propriétaire de quatre plantations, fait interdire la publication du manuscrit d'Antoine Desforges-Boucher. 
A la fin du XIXe siècle, Pierre Margry en fait une copie déposée à la Bibliothèque Nationale. L'original du manuscrit d'Antoine Boucher se trouve aux Archives Nationales. Pendant plus de 200 ans, le mémoire reste à l'abri des regards. Il est exhumé en 1976 par le père Jean Barassin. Il est réédité en 2016 par le Cercle généalogique de Bourbon et l'Académie de l'île de la Réunion. 
Précieux document pour les historiens qui s'intéressent au peuplement de La Réunion, il est souvent cité dans les travaux portant sur l'histoire de La Réunion comme l'un des grands textes de la littérature réunionnaise. 
Antoine Desforges-Boucher devient ensuite gouverneur de Bourbon et y meurt en 1725.

## Citations
A propos de Louis Caron (1642-1716), maître-général des bâtiments du roi Louis XVI et des ponts et chaussées de France :
« Est un bas breton, âgé de 68 ans, insigne, et mauvais ivrogne, qui ne se saoule un tapage enragé, mais avec cela bon chrétien, bien obéissant, fort laborieux et qui, hors le vin, est très honnête homme, quoique sans éducation. Il est un de ces anciens de Madagascar où il a servi de soldat. Je ne lui connais point d’autre métier ; il a pour épouse Monique PERERA, Indienne glorieuse comme le sont toutes celles de ce pays là, quoique sans savoir faire, et sans aucune éducation, toute vieille même qu’elle est, elle ne lasse pas de faire encore parler d’elle ; mais les blancs n’en voulant pas. Elle est obligée de se donner aux noirs, encore à ceux qui en veulent bien. Elle a deux grandes filles qui suivent exactement ses traces. »
A propos de ladite Marie Royer : 
« Cette femme est une femme publique abandonnée à toutes sortes de vices, jusque-là, que les prêtres ont été obligés, malgré leur tolérance, à chasser de l’Eglise, pour des crimes énormes. Elle a fait quatre enfants, depuis que son mari est absent. »